# Josef Woldan
Josef Woldan (21. listopadu 1834 v Písku – 17. května 1891 v Českých Budějovicích ) byl českobudějovický portrétní a krajinářský fotograf, autor nejstaršího velkého souboru místopisných snímků Šumavy.

## Stručný životopis
Dne 13. srpna 1872 získal Josef Woldan živnostenské povolení opravňující provozovat fotografický atelier na Mariánském náměstí v Českých Budějovicích. Stal se tak v pořadí již třetím stálým českobudějovickým fotografem. Kromě portrétů fotografoval také krajiny – pohledy na město České Budějovice a další jihočeská města (např. Hlubokou a Český Krumlov). Svoje díla (vizitky, kabinetní fotografie, ale i díla větších foto-formátů) nabízel jednak sám jednak též prostřednictvím českobudějovického knihkupce a vydavatele Ludolfa Emila Hansena. Po smrti Josefa Woldana převzal (v roce 1891) jeho fotografickou dílnu a jeho archiv fotograf Jan Příbramský (* 1859 – † 1915).

## Dílo
- V roce 1879 fotografoval v Českých Budějovicích slavnostní odhalení pomníku Vojtěcha Lanny staršího - českého průmyslníka, loďmistra a stavitele.

- V roce 1886 zhotovil Josef Woldan pro Německý pošumavský svaz (německy Deutscher Böhmerwaldbund)[p 1] sídlící v Českých Budějovicích sérii snímků ze Šumavy. Část z nich byla vystavována v turistických klubech,[5] aby propagovala návštěvu hor. Část z nich pak byla publikována jako doprovodné ilustrace v prvním velkém průvodci[5] Šumavou, který vydal Německý pošumavský svaz v roce 1888. Některé z Woldanových snímků nabízelo českobudějovické knihkupectví a nakladatelství L. E. Hansena ve třech velikostech.[5]

- Fotograf Josef Woldan je také autorem patrně jediné dochované fotografie bodrého šumavského horala – legendárního „obra“ a siláka Josefa Klostermanna, známého spíše pod přezdívkami „Rankelský Sepp“ či „Rankl Sepp“.[6]

Přibližně ve stejné době, kdy Josef Woldan fotografoval Šumavu, vydal sérii „50 pohledů ze Šumavy“ i fotograf M. Kopecký (Kopetzky) z Vimperka. Josef Woldan i M. Kopecký se tak zařadili mezi první velké fotografy místopisu Šumavy, protože systematicky nafotografovali celý region. Jejich odkaz obsahuje na tři stovky záběrů.